# Svalbardsfingerört
Svalbardsfingerört (Potentilla insularis) är en rosväxtart som beskrevs av J. Soják. Enligt Catalogue of Life ingår Svalbardsfingerört i släktet fingerörter och familjen rosväxter, men enligt Dyntaxa är tillhörigheten istället släktet fingerörter och familjen rosväxter. Arten har ej påträffats i Sverige. Inga underarter finns listade i Catalogue of Life.